# Eric Moussambani
Eric Moussambani Malonga (født 31. maj 1978) er en svømmer fra Ækvatorialguinea. Han blev berømt under OL 2000 i Sydney for en meget usædvanlig præstation og fik tilnavnet Ålen (Eric the Eel) af pressen. Moussambani, der aldrig tidligere havde svømmet i et 50 m-bassin før OL, svømmede i sit heat i 100 m fri i tiden 1:52,72, mere end et minut langsommere end de bedste svømmere og den til dato langsomste tid i en OL-konkurrence. Moussambani stillede til start i første heat sammen med to andre svømmere, der imidlertid tyvstartede og blev diskvalificeret, hvorpå ækvatorialguineaneren svømmede heatet alene og blev derved vinder af heatet. Skønt han ikke kvalificerede sig videre, satte Moussambani personlig og ækvatorialguineansk rekord. Han blev senere træner for Ækvatorialguineas landshold.

## Karriere
Eric Moussambani kom med til OL i Sydney uden at have opfyldt det formelle kvalifikationskrav, idet han modtog et wildcard beregnet på at opmuntre deltagelse fra ulande, der ikke havde særlig gode træningsfaciliteter. Inden han kom til legene, havde han ikke svømmet i et 50 m-bassin, og han var først begyndt at svømme otte måneder forinden. Hans træning var foregået i et 12 m-bassin i et hotel i Malabo, Ækvatorialguineas hovedstad, hvortil han endda kun havde adgang en time om dagen.
Moussambani holdt flaget for sit land ved indmarchen til legene.
I 100 m fri-konkurrencen vandt hollænderen Pieter van den Hoogenband i tiden 48,30 sekunder (efter at have sat verdensrekord med 47,84 i semifinalen), hvilket var mere en et minut hurtigere end Moussambani. "De første 50 meter gik ok, men på de sidste 50 meter begyndte jeg at tvivle på, om jeg kunne klare det", udtalte Moussambani, "Men så skete der noget. Jeg tror, det var publikum, der bakkede mig op. Jeg er meget, meget stolt. (..) Jeg følte, jeg havde vundet en medalje eller sådan noget."
Moussambanis præstation vakte så meget opsigt under legene, at opmærksomheden også vendte sig mod hans landsmand, Paula Barila Bolopa, der deltog i kvindernes 50 m fri. Hun havde ligeledes problemer med at gennemføre sit løb og opnåede ligeledes en tid, der var den langsomste i den olympiske historie med 1:03,97.
Skønt Moussambani forbedrede sin personlige rekord til under 57 sekunder, men pasproblemer betød, at han ikke kunne få lov til at stille op ved OL 2004 i Athen, og han deltog ikke i 2008-legene; i foråret 2012 var han blevet træner for Ækvatorialguineas landshold.